# 사랑의 원자탄
《사랑의 원자탄》은 한국에서 제작된 강대진 감독의 1977년 영화이다. 이신재 등이 주연으로 출연하였고 이전철 등이 제작에 참여하였다.

## 출연

### 주연
- 이신재
- 이경희

## 기타
- 원작자: 박용준
- 조명: 장기종
- 녹음: 손인호